# Andrej Kramarić
Andrej Kramarić (ur. 19 czerwca 1991 w Zagrzebiu) – chorwacki piłkarz, występujący na pozycji napastnika w niemieckim klubie TSG 1899 Hoffenheim oraz w reprezentacji Chorwacji.

## Kariera klubowa
Jest wychowankiem Dinama Zagrzeb. Do kadry pierwszego zespołu dołączył w 2009. W rozgrywkach Prva hrvatska nogometna liga zadebiutował 24 maja 2009 w meczu z NK Zagreb (0:1). Pierwszego ligowego gola zdobył 1 sierpnia 2009 w meczu z Međimurje Čakovec (4:0). W sezonie 2012/2013 był wypożyczony do Lokomotivy Zagrzeb, a latem 2013 przeszedł do HNK Rijeka. Andrej Kramarić w styczniu 2015 miał zostać kupiony przez Chelsea, a zaraz potem wypożyczony do Leicester City. Tymczasem beniaminek Premier League postanowił zadziałać sam i sprowadzić Chorwata, pobijając tym samym swój rekord transferowy. Leicester zapłaciło za Andreja 9,7 miliona funtów.

## Kariera reprezentacyjna
W 2011 brał udział w Mistrzostwach Świata U-21.

## Odznaczenia
- Order Księcia Branimira (2018)[5]